# ناتکو فارما
ناتکو فارما (انگلیسی: Natco Pharma) شرکت داروسازی هندی است، که در سال ۱۹۸۱ تأسیس شد.